# Brachiosphaera tropicalis
Brachiosphaera tropicalis är en svampart som beskrevs av Nawawi 1976. Brachiosphaera tropicalis ingår i släktet Brachiosphaera och familjen Aliquandostipitaceae.   Inga underarter finns listade i Catalogue of Life.